# روز مادر (فیلم ۱۹۸۹)
«روز مادر» (انگلیسی: Mother's Day (1989 film)) یک فیلم است.